# Ludowo-Pracowniczy Związek (Rosyjskich Solidarystów)
Ludowo-Pracowniczy Związek (Rosyjskich Solidarystów), NTS (ros. Народно-Трудовой Союз (российских солидаристов), НТС) – rosyjska organizacja historycznie reprezentująca młodsze pokolenie białej emigracji. Przyjęła ona program aktywnej walki przeciwko ZSRR, próbując z zagranicy doprowadzić do obalenia bolszewickiego reżimu. Praktyczny kres działalności nastąpił w latach 90. XX wieku, po upadku komunizmu i rozpadzie ZSRR.

## Historia

### Dwudziestolecie międzywojenne
Organizacja zawiązała się w 1930 w Belgradzie (w Jugosławii) z powstałego w 1927 Związku Rosyjskiej Młodzieży Narodowej, przemianowanego w 1929 na Narodowy Związek Młodzieży Rosyjskiej za Granicą. Skupiała białych Rosjan, którzy wyemigrowali z kraju po zwycięstwie bolszewików. Rozwinęła swoją działalność w wielu państwach europejskich, ale jej członkowie działali głównie w Jugosławii i Bułgarii. W 1931 zmieniono nazwę na Narodowy Związek Nowego Pokolenia, a w 1937 (lub 1936) na Narodowo-Pracowniczy Związek Nowego Pokolenia. We wrześniu 1933 podpisano pakt braterstwa z innym ugrupowaniem emigracyjnym: Rosyjskim Ruchem Narodowosocjalistycznym. W 1937 członkowie grupy dokonali zamachu terrorystycznego na terenie Francji, gdzie wysadzili hangar na lotnisku Le Bourget. W czasie wojny organizacji nadano nazwę Ludowo-Pracowniczy Związek (Rosyjskich Solidarystów), która później przybrała obecną postać.

### II wojna światowa
Działalność związku zamarła po podpisaniu 23 sierpnia 1939 paktu Ribbentrop-Mołotow, ale kilka tygodni po napaści Niemiec na ZSRR, w czerwcu 1941, hitlerowskie Ministerstwo Spraw Zagranicznych uznało związek za oficjalną reprezentację interesów białych Rosjan. Wielu jego członków podjęło współpracę z Ministerstwem Rzeszy do spraw Okupowanych Terytoriów Wschodnich, szkoląc się lub służąc jako instruktorzy w obozie szkoleniowym w Wustrau, przeznaczonym dla Rosjan mających pracować na okupowanych obszarach ZSRR. Duża niezależność poglądów reprezentowanych przez działaczy związku doprowadziła w 1943 do licznych ich aresztowań przez Gestapo. Wielu z nich zostało potem rozstrzelanych. NTS ściśle współpracowało z Rosyjską Armią Wyzwoleńczą generała Andrieja Własowa. W 1944 powstał pod niemieckim nadzorem Komitet Wyzwolenia Narodów Rosji, w którym szefem sztabu został członek NTS, generał major Fiodor Truchin.

### Zimna wojna
Podczas zimnej wojny jeden z przywódców NTS, Władimir Poriemski, opracował tak zwaną teorię molekularną, według której każda jednostka (molekuła) jest w stanie uwolnić się od dogmatów narzuconych przez reżim. Jako wolna w poglądach, może nawiązać kontakt z inną cząsteczką, która obrała tę samą drogę. Tym sposobem powstawać miała powoli zapora przeciwko naporowi systemu totalitarnego.
W latach 1948–1990 związek prowadził działalność na terenie Niemiec Zachodnich, kolportując stamtąd ludzi i materiały za żelazną kurtynę w ramach akcji Strzała. Szczyt rozwoju NTS przypadł na lata 1954–1960. Członkowie Związku mieli stałe audycje w Radiu Wolna Europa, znacznie zwiększyła się też poczytność ich gazet: „Posiew” i „Grani”.

### Po upadku ZSRR
W 1996 NTS został zarejestrowany w Ministerstwie Sprawiedliwości Rosji jako ruch społeczno-polityczny. Kandydaci NTS próbowali startować do Dumy i władz lokalnych, jednak bez większych sukcesów. Legalizacja NTS w Rosji przyczyniła się do niemal całkowitej utraty zainteresowania organizacją. Liberałowie określają związek mianem zbyt konserwatywnego, natomiast nacjonaliści krytykują go jako słaby i niezdecydowany.

## Program polityczny
Aby zostać członkiem związku, należało urodzić się po 1895. Kryterium to wprowadzono, aby nie dopuścić ludzi współodpowiedzialnych za wybuch rewolucji październikowej. Członkowie związku nie mogli też należeć do organizacji emigracyjnych dążących do pojednania z reżimem bolszewickim. Podstawą ideologii NTS stała się doktryna solidaryzmu, sformułowana pod koniec XIX wieku. Jako alternatywę dla marksistowskiej walki klas propaguje solidarność i wspólny ideał rozmaitych warstw społecznych. Jednym z głównych elementów programu organizacji jest również nacjonalizm w swym aspekcie nieagresywnym: poszanowanie praw zwyczajowych każdego z obszarów ogromnego imperium (w 1951 Rada NTS ogłosiła dokument, uznający prawa Litwy, Łotwy i Estonii do niepodległości). NTS głosi także decentralizację, zwłaszcza w dziedzinie sądownictwa. Związek nie wyklucza wprowadzenia monarchii, jednak – stosując się do ostatniej woli cara Mikołaja II – wyłącznie poprzez ogólnonarodowe referendum.
NTS odrzuca podział na konserwatyzm i liberalizm, jednak przez większość badaczy jest uznawany za organizację prawicową.